# Clas Vallin
Bert Clas-Owe Vallin, född 7 juni 1958 i Skövde, är en svensk arkitekt och skulptör. Han har bland annat varit med och designat Moderna Museet i Stockholm, samt grundat fredsprojektet ”A Local Act For Peace”.

## Bakgrund
Clas Vallin är uppväxt i Götene och Örebro. 1976 anställdes han på White arkitekter i Örebro som modellör med den huvudsakliga uppgiften att utveckla deras presentation av arkitektur. Där arbetade han till 1981 då han startade sin egen verksamhet Arkitektservice AB. 1986 var Clas Vallin verksam både som arkitekt och modellör, samtidigt som han etablerade sin nya firma i Stockholm. Vallin har även medverkat som skribent hos tidningen ”Hus och Hem”, där han i samband med starten av deras hemsida skrev om villaarkitektur. Han startade 1994 ”Clas Vallin Arkitekter AB”, en byrå som fortfarande (2020) är verksam.

## Kända verk
Vallin var med i det team som tillsammans med det spanska arkitektkontoret Rafael Moneo fick uppdraget att designa och färdigställa Moderna Museet i Stockholm. Han har även medverkat i färdigställandet av Södertörns högskola i Stockholm. Tillsammans med sitt team i ”Clas Vallin Arkitekter AB” medverkade Vallin vid bygget av Kista Science Tower i Stockholm, från idéskisser till det färdiga förslaget.

## Konst
Vallin har släppt flera konstprojekt, bland annat ”Kärlek och Män” som 2009 valdes in i det svenska kulturprogrammet inför Sveriges ordförandeskap inom EU. ”Kärlek och Män” är en utställning med åtta skulpturer och en specialskriven komposition för var och en av skulpturerna. När projektet framfördes på scen var skådespelaren Michael Nyqvist uppläsare, tillsammans med musikerna Janne Schaffer och Björn J:son Lindh. Björn J:son Lindh komponerade även musikstyckena för projektet. ”Kärlek och Män” har framförts på Blidö i Stockholms län och i Culver City, Los Angeles.

## Övriga projekt
2016 grundade Clas Vallin fredsprojektet ”A Local Act for Peace”. Syftet med detta projekt är att sprida forskningsresultat från Uppsala universitet om den positiva utvecklingen vi har i världen angående fred och konflikter. Detta görs genom festivaler på olika platser i världen, för att inspirera till fred på lokal nivå. Sen starten har Vallin tillsammans med Eva Galyas Vallin arrangerat 11 fredsfestivaler i bland annat Portugal, New York, Nigeria samt på Ekerö utanför Stockholm.
I samarbete med den italienska glasproducenten La Murrina har Vallin släppt en konceptuell serie smycken döpt till TVÅ (twa). Alla smycken är handgjorda och presenteras med en filosofisk text.